# Desfășurarea
Desfășurarea este un film românesc din 1954 regizat de Paul Călinescu. Rolurile principale au fost interpretate de actorii Colea Răutu, Graziela Albini, Ernest Maftei.

## Prezentare
Scenariul este semnat de Marin Preda și Paul Călinescu, adaptat după nuvela omonimă a scriitorului, se oprește asupra momentului istoric al colectivizării, ilustrând o zi din viața țăranilor din satul Udupu, cu ideologia și conflictele de interes care îi animă.
Personajul central al nuvelei/ filmului, țăranul Ilie Barbu (interpretat în film de Colea Răutu) este un ins mai degrabă marginal din cauza statutului său social, făcând parte din pătura de jos a societății. Exploatat de chiaburi, neplătit și disprețuit, bărbatul este întru totul motivat să lupte pentru schimbarea înscrisă în programul colectivizării. Însă lupta sa este sabotată de alți membri ai partidului, care ajung să fie deconspirați în cele din urmă (i.e. Voicu Ghiocioaia).

## Distribuție
Distribuția filmului este alcătuită din:
- Gheorghe Andreescu — Fiul lui Trafulică
- Nicolae Neamțu-Ottonel — Perceptorul
- Constantin Dinescu
- George Demetru — Ioniță
- Ernest Maftei — Anghel
- Aurelia Vasilescu
- Vasile Tomazian — Stan
- Ilariu Popescu — Bădîrcea
- I. Brandea
- Alexandru Ionescu Ghibericon
- Ștefan Ciobotărașu — Prunoiu
- Haralambie Polizu — Gavrilă
- Ion Porsilă
- Carol Kron
- Ion Focșa — Ion Nicolae
- Graziela Albini — Gherghina
- Ion Ilie Ion — Trafulică
- Puica Stănescu
- Dem Hagiac — Gheorghe Ciobanu
- Toma Dimitriu — Vasile Ciobanu
- Nucu Păunescu — Voicu Ghiocioaia
- Fory Etterle — Iancu Enache
- Constantin Vintilă
- Emil Liptac — Țurlea
- Ion Atanasiu-Atlas — Sandu Enache
- Tănase Gavrilă
- Victor Mare
- Ionel Țăranu
- Victor Moldovan — Pascu
- Colea Răutu — Ilie Barbu
- Constantin Manea

## Primire
Filmul a fost vizionat de 3.148.292 de spectatori în cinematografele din România, după cum atestă o situație a numărului de spectatori înregistrat de filmele românești de la data premierei și până la data de 31 decembrie 2014 alcătuită de Centrul Național al Cinematografiei.

Deși este un film de propagandă care avea ca scop promovarea colectivizării în rândul publicului român, Desfășurarea prezintă totuși anumite diferențe față de alte filme ale perioadei:
,,Noutatea vine din faptul că pentru prima dată este introdus un membru de partid corupt, Voicu Ghiocioaia, un mijlocaș ipocrit, care conlucrează cu președintele ceapeului pentru a se îmbogăți pe spatele țăranilor, cărora le cer să le predea mai multe cote decât pot duce.”